# Drieschiopsis guineana
Drieschiopsis guineana är en ringmaskart som beskrevs av Støp-Bowitz 1991. Drieschiopsis guineana ingår i släktet Drieschiopsis och familjen Polynoidae. Inga underarter finns listade i Catalogue of Life.